# Mastiphal
Mastiphal – polski zespół blackmetalowy. Grupa powstała w 1992 w Katowicach pod nazwą Dissolution z inicjatywy Rafała „Flaurosa” Górala, późniejszego wokalisty Darzamat i Cymerisa, w latach późniejszych związanego z zespołem Iperyt. Rok później zespół przyjął nazwę Mastiphal. 
Zespół nagrał jeden album For A Glory Of All Evil Spirits Rise For Victory wydany w 1996 roku. Pozostałe produkcje to 2 płyty demo: Sowing Profane Seed (1994) i Promo'96; oraz kompilacja Seed of Victory z 1998. 
W 2009 roku zespół wznowił działalność. We wrześniu tego samego roku białostocka wytwórnia Witching Hour Productions wydała dwupłytowe wydawnictwo zatytułowane Damnatio Memoriae, które zawiera wszystkie utwory Mastiphal. W 2010 roku skład zespołu uzupełnili gitarzyści Damian „Daamr” Kowalski i Opressor oraz perkusista Paweł „Senator” Nowak.

## Dyskografia
- Sowing Profane Seed (1994, Baron Records)
- For a Glory of all Evil Spirits, Rise for Victory (1995, Baron Records, Nocturn Records)
- Seed of Victory (1996, Vox Mortiis)
- Czarne zastępy – W hołdzie Kat (1998, Pagan Records)
- A Tribute to Hell (1998, Full Moon Production)
- Damnatio Memoriae (2009, Witching Hour Productions)
- Parvzya (2011, Witching Hour Productions)[3]